# Herma Szabo
Herma Szabo (Viena; 22 de febrero de 1902-Admont; 7 de mayo de 1986) fue una patinadora artística sobre hielo austriaca, ganadora de cinco campeonatos mundiales en categoría individual, y dos en la modalidad de parejas, entre los años 1922 y 1927.
Szabo, además, ganó la medalla de oro en los Juegos Olímpicos de 1924 celebrados en la ciudad francesa de Chamonix.